# Oupeye
Oupeye [upɛj] (en wallon Oûpêye) est une commune francophone de Belgique située en Région wallonne dans la province de Liège, ainsi qu’une localité en faisant partie. Elles se trouvent dans la région Basse-Meuse.

## Étymologie
Upeye (1176)
Le suffixe -eye est une déformation de -acas qui signifie « propriété des ». Le préfixe vient de Ulpius, un gentilice gallo-romain.

## Géographie

### Sections de commune
| # | Nom                     | Superf. (km²) | Habitants (2020) | Habitants par km² | Code INS |
| - | ----------------------- | ------------- | ---------------- | ----------------- | -------- |
| 1 | Oupeye                  | 3,42          | 6.584            | 1.926             | 62079A   |
| 2 | Haccourt*               | 7,08          | 3.822            | 540               | 62079B   |
| 3 | Hermalle-sous-Argenteau | 5,01          | 2.610            | 521               | 62079C   |
| 4 | Vivegnis                | 4,67          | 4.405            | 943               | 62079D   |
| 5 | Hermée                  | 5,40          | 3.920            | 726               | 62079E   |
| 6 | Houtain-Saint-Siméon    | 3,93          | 1.963            | 500               | 62079F   |
| 7 | Heure-le-Romain         | 6,59          | 2.136            | 324               | 62079G   |

- Haccourt: Siège de l'administration communale

### Communes limitrophes
|                   | Bassenge - Visé |      |
| Bassenge Juprelle | Oupeye          | Visé |
|                   | Herstal         |      |

### Hydrographie
Le Ruisseau d'Aaz et ses affluents drainent la majeure partie de la commune.

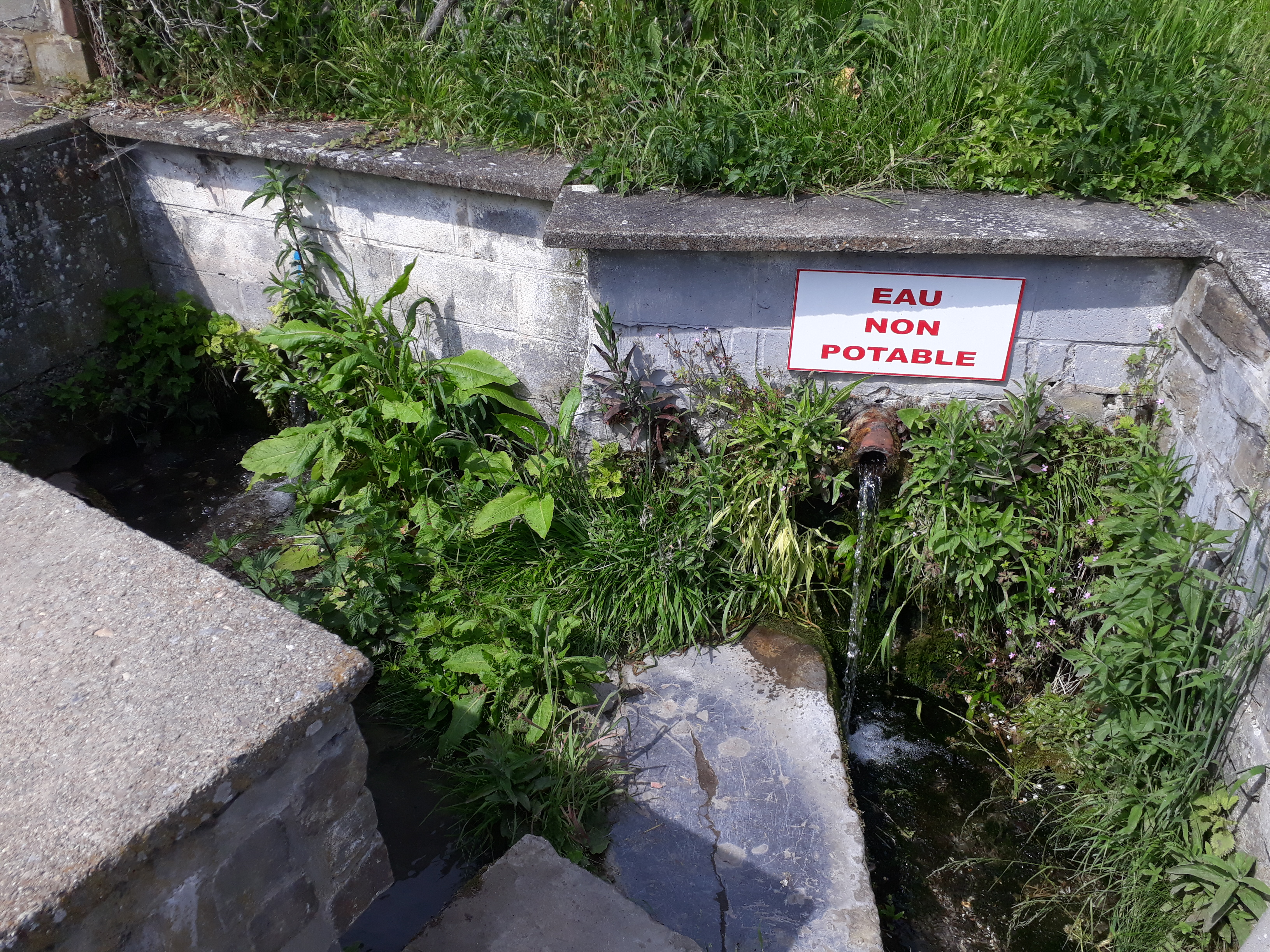
Sources secondaires de l'Aa à Fonteneu.

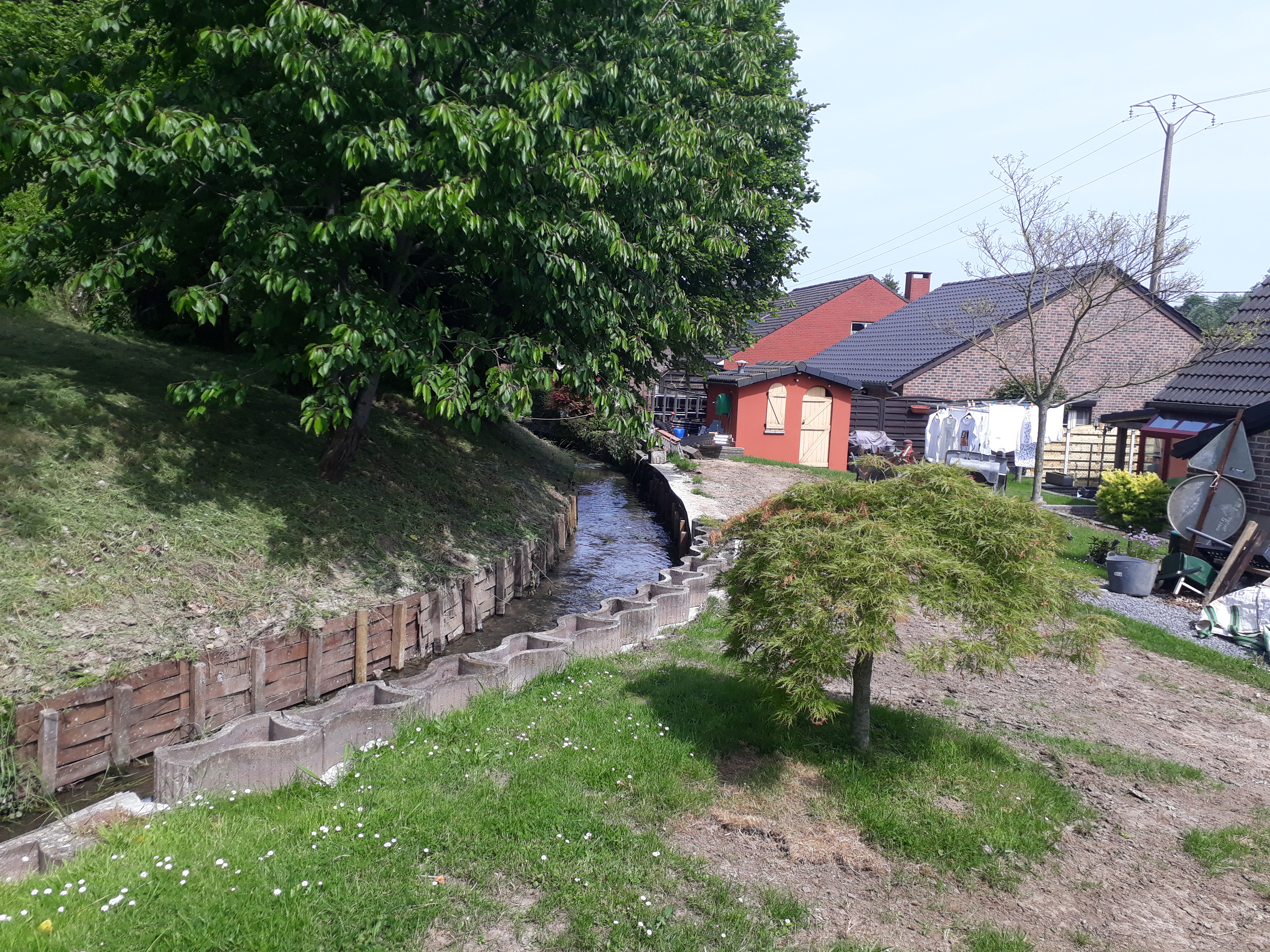
Le Ruisseau d'Aaz entre Heure-le-Romain et Haccourt.

## Démographie

### Démographie: Avant la fusion des communes
- Source: DGS recensements population

### Démographie: Commune fusionnée
En tenant compte des anciennes communes entraînées dans la fusion de communes de 1977, on peut dresser l'évolution suivante :
Les chiffres des années 1831 à 1970 tiennent compte des chiffres des anciennes communes fusionnées.
- Source: DGS , de 1831 à 1981=recensements population; à partir de 1990 = nombre d'habitants chaque 1 janvier[1]

## Héraldique
|  | La commune possède des armoiries qui lui ont été octroyées le 5 décembre 1954. Blasonnement : Parti : au 1, d'or à un cerf rampant de gueules; au 2, coupé, en chef, d'or à la fasce bretessée et contre-bretessée de sable, accompagnée de trois abeilles de gueules, en pointe, d'argent à trois fasces de sable, au croissant d'or brochant sur la deuxième fasce. - Arrêté royal : 5 décembre 1954 Source du blasonnement : Heraldy of the World. |

## Politique et administration

### Conseil et collège communal 2024-2030
| Collège communal   |                   |             |
| ------------------ | ----------------- | ----------- |
| Bourgmestre        | Serge Fillot      | PS          |
| 1er Échevin        | Paul Ernoux       | Les Engagés |
| 2e Échevin         | Irwin Guckel      | PS          |
| 3e Échevine        | Sophie Nivard     | Les Engagés |
| 4e Échevine        | Cindy Caps        | PS          |
| 5e Échevin         | Joseph Simoné     | PS          |
| Présidente du CPAS | Christian Bragard | PS          |

## Patrimoine et culture

### Patrimoine architectural
- Liste du patrimoine immobilier classé d'Oupeye

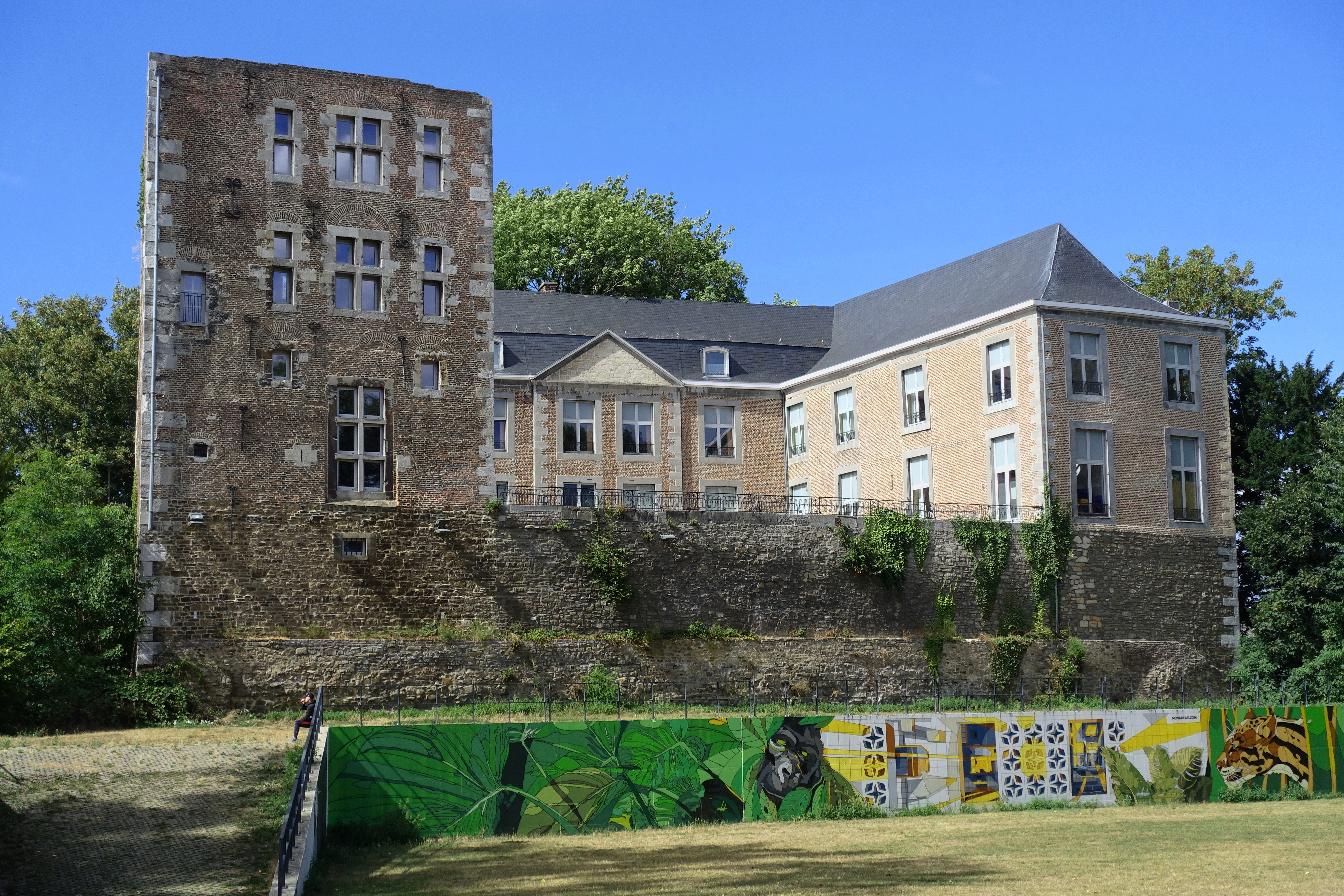
Château d'Oupeye.
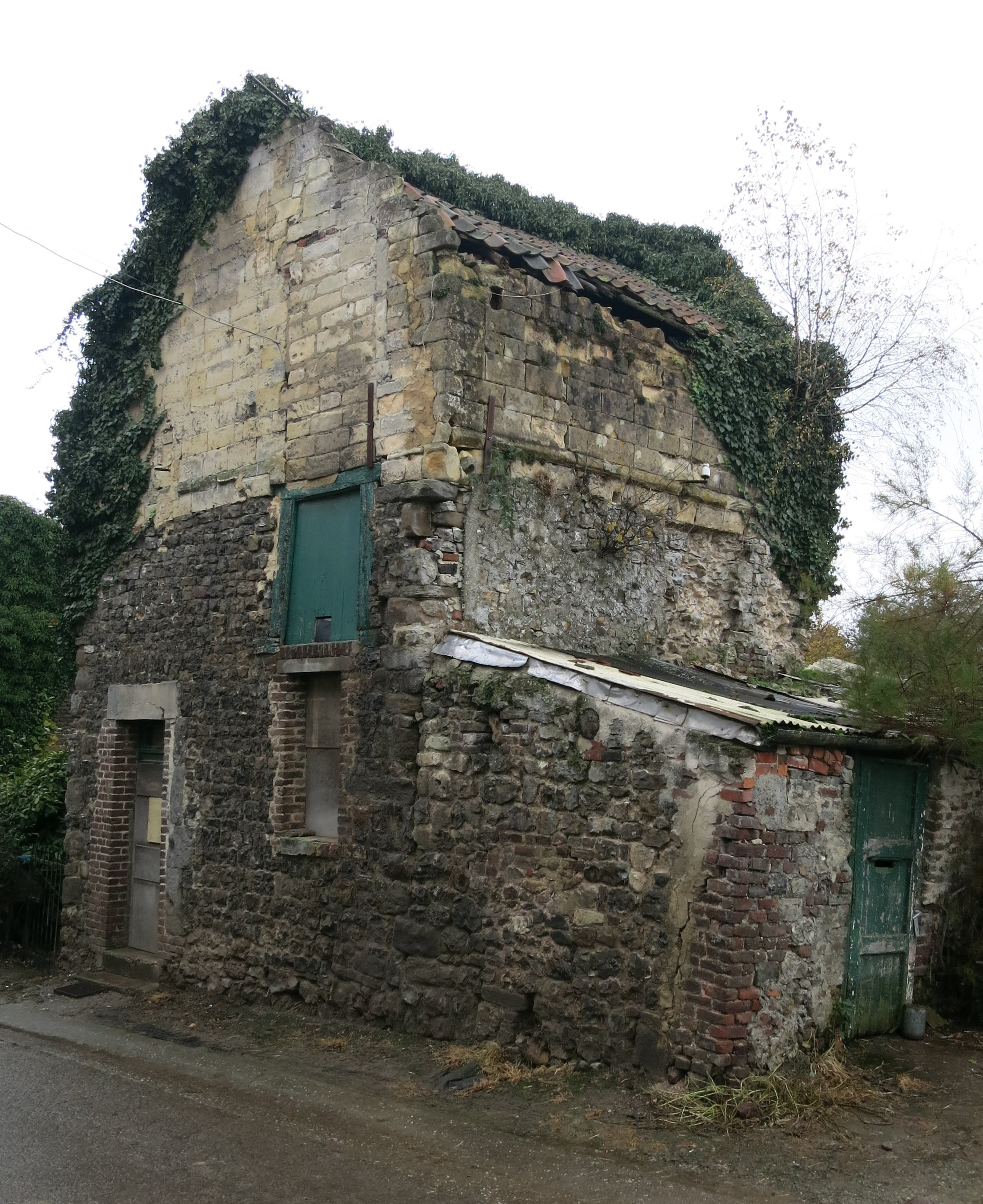
Tour Refuge de Hauts de Froidmont (1240).
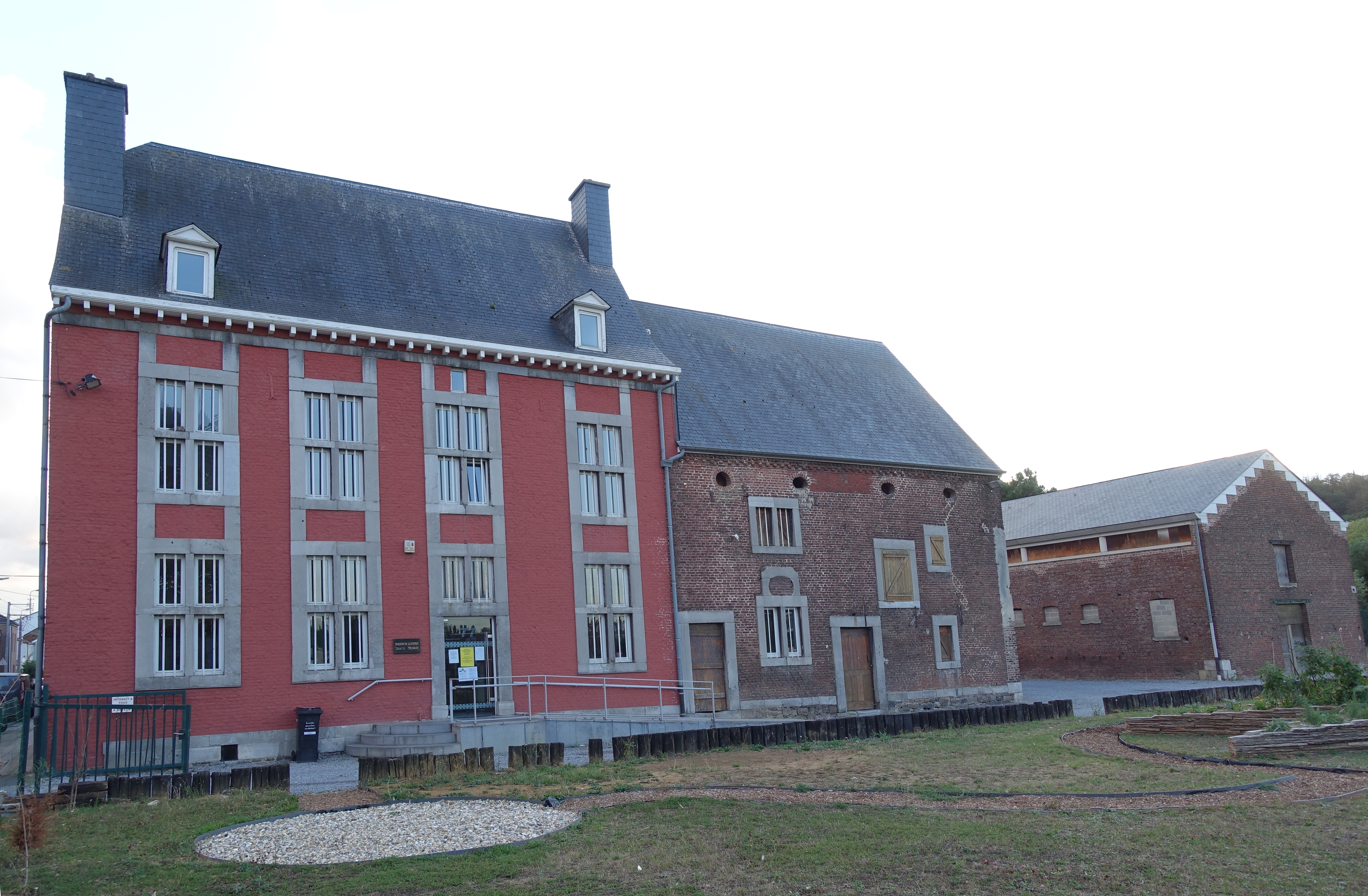
Ferme Christophe / Maison de quartier de Vivegnis.

## Économie

### Chertal

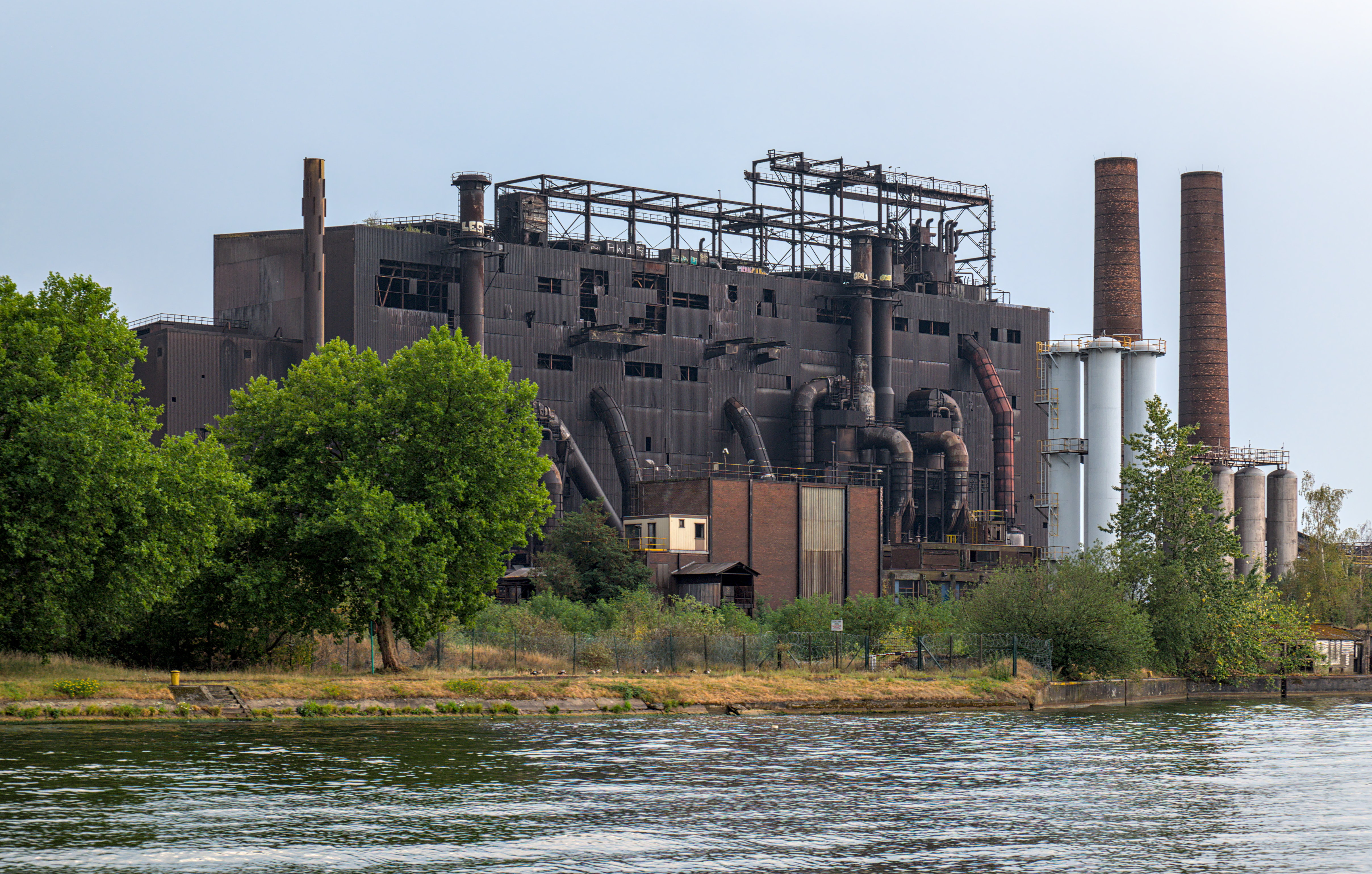
Usine sidérurgique Chertal.

Depuis 1963, l'usine sidérurgique Chertal fondée par l'ancienne société Espérance-Longdoz (qui devient à partir de 2010 une section de ArcelorMittal Liège) est installée dans la pointe sud de la commune. Cette pointe et toute la bande de terre (Hermalle-sous-Argenteau) qui longe la Meuse dans l'est d'Oupeye font partie de l'île formée à la suite de la création du canal Albert dans les années 1930.

### Divers
La commune de Oupeye accueille une importante station d'épuration de la région liégeoise. Elle est gérée par l'AIDE.

## Personnalités liées à la commune
- Sandrine Goeyvaerts (1981-), sommelière, caviste, chroniqueuse et autrice belge, est née à Oupeye.
- Sébastien Delfosse (1982-), coureur cycliste, est né à Oupeye.
- Olivier Pardini (1985-), coureur cycliste, est né à Oupeye.